# Lango - Parc des expositions de Langolvas
Le Parc des expositions de Langolvas à Garlan, près de Morlaix dans le Finistère, est un espace événementiel modulable disposant de plusieurs salles de différentes capacités, pour les spectacles, concerts, salons et événements d'entreprises.

## Localisation
Situé en bordure de voie express, le Parc des Expositions se trouve à moins de 5 minutes du centre-ville de Morlaix, dans le Nord Finistère, à environ 60 km de Brest et 80 km de Saint Brieuc.

### Accès
Le Parc des Expositions peut être approché par les transports en commun :
- la ligne de bus 4 du réseau TIM qui s’arrête à Penlan[1]

L'accès routier peut s'effectuer :
- Venant de l'Est, via la voie express N12, sortie Zac de Langolvas

L'accès aérien peut s’effectuer par :
- l'aéroport de Morlaix-Ploujean, à 5 minutes
- l'aéroport de Brest-Bretagne, à 30 minutes

## Organisation générale
Le Parc de Langolvas, qui s’étend sur environ 5 hectares, dispose d’un parking éclairé et sécurisé de plus de 1 200 places.
Il possède des salles de différentes tailles, équipées d'éclairages, d'outils techniques (sonorisation, vidéoprojecteur, écran), de mobiliers (chaises tissu ou coques, tables rondes ou rectangulaires), de la Wi-Fi... Le Grand Hall et la salle Sésame possèdent des loges meublées avec douches et toilettes. La cuisine est équipée d’une chambre froide. Le restaurant d’une surface de 505 m2 offre une capacité de 400 personnes. Deux salles de réunions sont en location, une de 185 m2 (150 places assises ou 300 debout) et une autre pour 20 à 50 personnes, ainsi qu'un foyer de 70 m2.

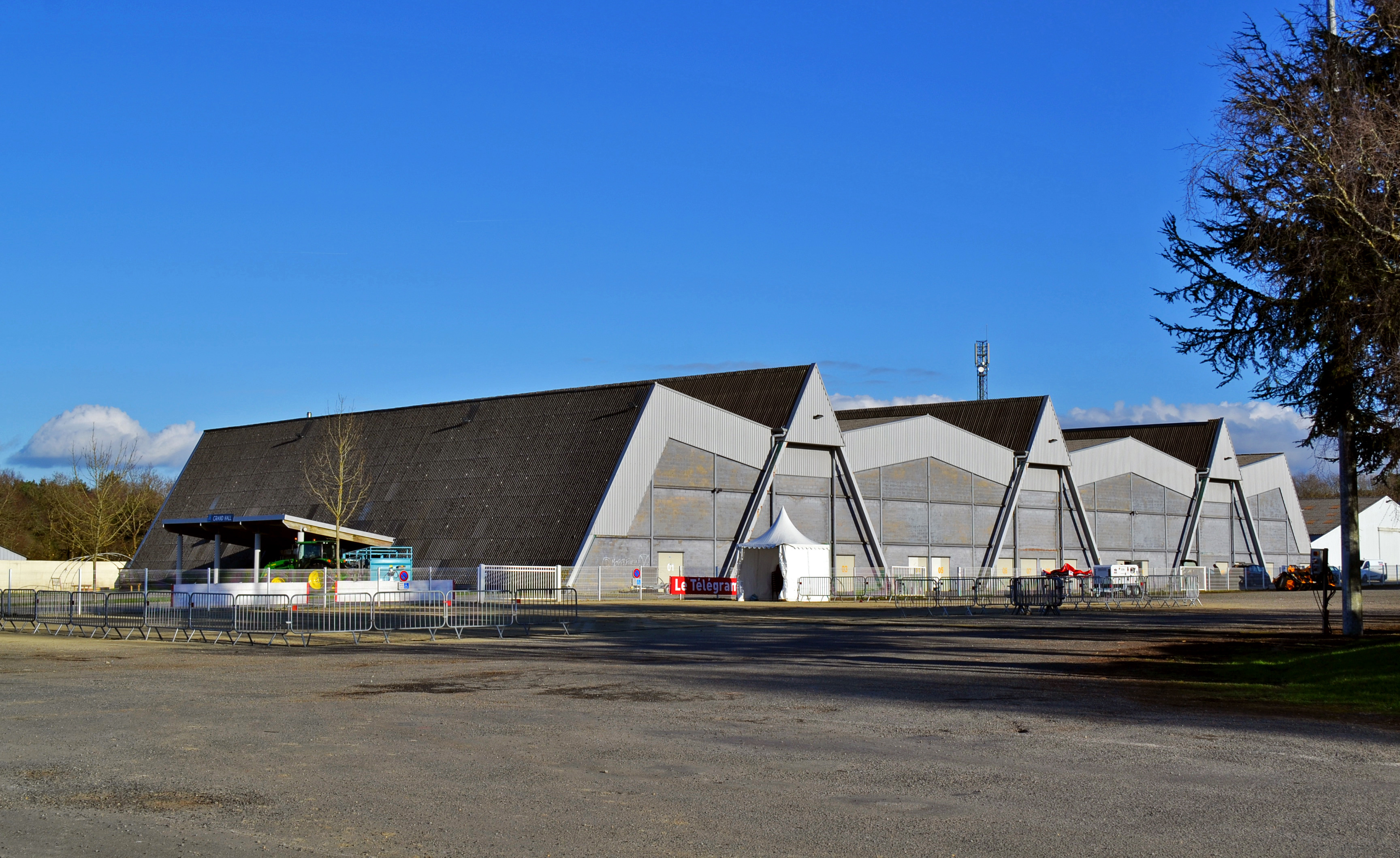
Grand Hall
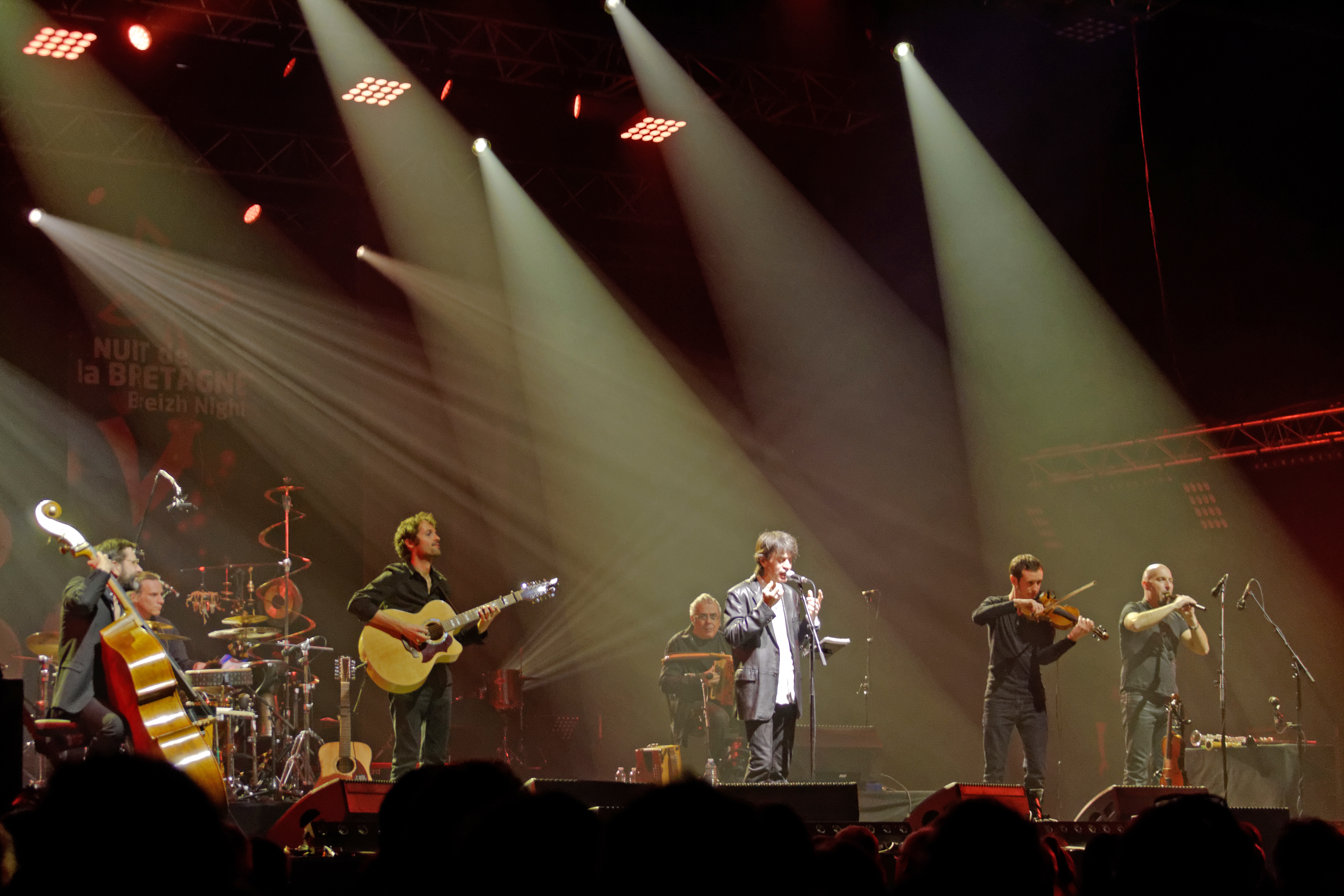
Concert de Denez Prigent dans le Grand hall en 2016
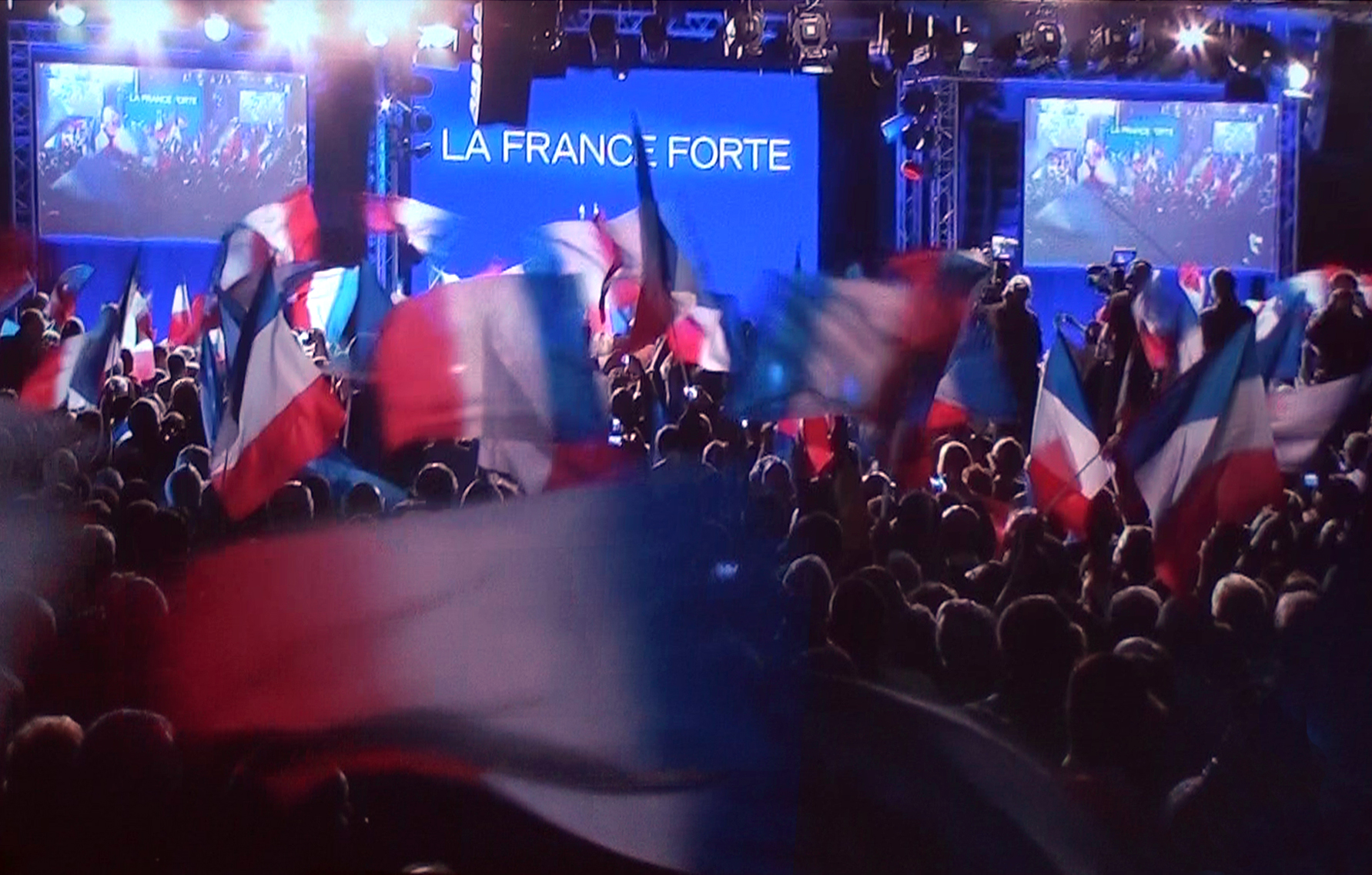
Meeting de Nicolas Sarkozy salle Sésame en 2012
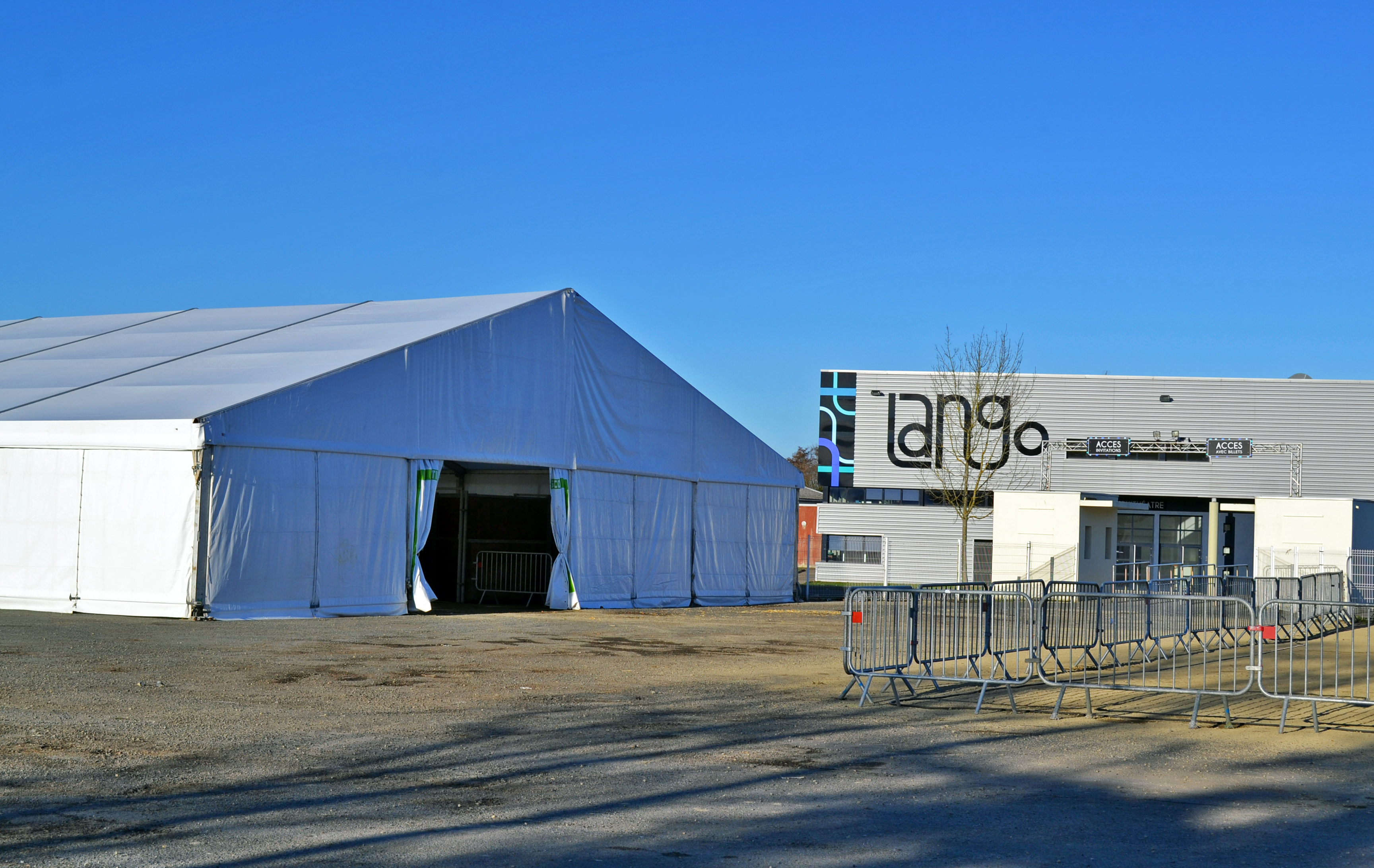
Chapiteau et amphithéâtre

### Grand Hall
Salle de 3 800 m2, d'une capacité de 7 200 personnes debout, environ 3 200 places assises (dont 1 668 en gradins) et jusqu'à 5 500 personnes en configuration assis / debout, avec un plateau de scène de 400 m2. Elle dispose d'un hall d’accueil indépendant, d'un bar, de loges, vestiaires et bureaux ainsi qu'un espace traiteur, disposant d'une capacité de 3 000 personnes en configuration dîner et 2 000 personnes en tables rondes. Un nouveau hall de 3 500 m2 est opérationnel depuis le printemps 2014.

### Salle Sésame
Salle de 1 475 m2, d'une capacité de 2 200 personnes debout, environ 1200 places assises (dont 450 en gradins) avec un plateau de scène de 120 m2. Elle dispose d'un hall d’accueil indépendant, d'un bar (non équipé) et d'un espace traiteur, disposant d'une capacité de 300 personnes en configuration dîner.

### Amphithéâtre
L'amphithéâtre de 320 places en sièges cinéma est composé d’un plateau de scène de 108 m2 et d’un local régie. Il est équipé d'un système de vidéo-projection performant.

## Historique
Le parc initial de 10 000 m2 est construit en 1968. Plus de 3 millions d'euros sont investis en 2003 avec l'aide de la municipalité pour reconfigurer totalement cet espace et construire un nouveau bâtiment (salle Sésame et amphithéâtre).
Gestion de 2002 à 2005 par la SAS Langolvas (Site d'événements), puis par une société d'économie mixte (SEM) de 2006 à 2008. Une mise en régie municipale est décidée en 2008. Après une tentative de reprise par le groupe GL Events en 2009, la mairie rebaptise le parc « Lango » et met en place une nouvelle équipe afin de dynamiser le site,.

### Événements
Le site a accueilli le festival Insolent et accueille le festival Panoramas depuis ses débuts en 2000.
- Novembre 1968 : 1er Festival de l'Agriculture de Morlaix.
- 1989 : Festival Tamaris (Noir Désir, The Silencers, The Fleshtones, Dominic Sonic, Yargo, La Souris Déglinguée, Les Tambours du Bronx, Hot Bugs).
- 1990 : Festival Tamaris (Les Négresses vertes, Blues Brothers, New Model Army, Les Thugs, Sons of the desert, That Petrol Emotion, Young Gods, Les Pires, Verska Vis).
- 1991 : Festival Tamaris (FFF, The House of Love, The Soup Dragons, The Gun Club, Elmer Food Beat, The Godfathers, Screaming Target, Les Locataires).
- 1992 : Festival Tamaris (The Cramps, Fishbone, Linton Kwesi Johnson, James, PJ Harvey, Bernard Allison, MC Solaar, Massilia Sound System, Penfleps (retour de Jean-Pierre Riou), Justice, Specimen, Vanessa Paradis).
- 1996 : Festival de l'Elevage & Foire Expositions, Salon de la Brocante, Fest-noz (Kanfarded, Hunvalerien), Les Rives.
- 1997 : Soirée Halloween (Red Cardell, Freedom from King Kong), Salon des Antiquités et de la Brocante, Floralies, Festival de l'Elevage & Foire Expositions, Salon du Mariage.
- 1998 : Concert "Myster X", Sœur Sarah, Foire Expositions, Salon du Mariage, Championnat de Bretagne de Kart/Cross, National de Pétanque, Concert de Kings of the Surf, Salon des Antiquités et de la Brocante.
- 1999 : Cirque Gruss, Inauguration après travaux de la salle Sésame (Bab Singers les 23 et 24 octobre 1999), Télégramme-Tresco-Trophée, Manifestation des Aviculteurs du Finistère, 1er Salon de l'Habitat, 20 ans de la chorale "La Clé des Chants", Foire Expositions, Salon des Vins & de la Gastronomie.
- 2000 : Festival Panoramas #3 (Percubaba, Improvisators Dub, Rinôçérôse, The Scratch Perverts, The Big Knife, Dj Azaxx, Enc Dj's, MC Youthman accompagné de Le Lutin et Willyman, "Jaka, dit Jay and Cyril Man", Dj Tao Paï Paï), Salon des Vins & de la Gastronomie, Exposition internationale Féline, Soirée techno (Manu Le Malin, Willyman, Kraft, Les Spirals), Défilé de mode (Morlaix Boutiques), Alan Stivell, Rockfest (Clearcut, By suffering, Sovereign), Festival des Arts dans la Rue (création "Anticlockwart"), Résidence "Les Sanglés" (Le Fourneau), 15 ans de Coreff (Fanch Le Marrec, les Ours du Scorff, Marcel et son orchestre, Tan Ban Ty), Télégramme-Tresco-Trophée, National de Pétanque.
- 2001 : Festival Panoramas #4 (Oneyed Jack, Goldie, Grand Popo Football Club avec Ariel Wizman, Kéristyle Babook, Camille Bazbaz, Senda Selecta, Goldie, Grand Popo Football Club avec Ariel Wizman, The Horrorist, Micro Brise le Silence, Juantrip', Boo graz, Bumcello, Zenzile, Iration Stepas, Dude & Snookut, Apache 61, Seb the player, Robert le Magnifique, Dj Vadim, Dj Soulah), Salon des Vins & de la Gastronomie, Arts de la rue (création Métalovoice), festival Rockcœur (Les Caméléons, Les Zèbres, Pink, Le Commando Banane, Mazag, Mobil-Hommes, les Tambours d'Emmaüs).
- 2002 : Festival Panoramas #5 (Rubin Steiner, Popof & Noisebuilder du collectif Heretik, 69 DB, U.H.T., General Dub, Automat, La Blatte, Guem, Meï Teï Shô, Kaophonic Tribu, Scotchy dub, Selecta Dino), Salon des Vins & de la Gastronomie.
- 2003 : Yannick Noah, Merzhin, Zazie, Alizée, Eddy Mitchell, Guy Bedos, Henri Dès, Michaël Youn, Renaud, Star Academy 2, Festival Panoramas #6 (Amon Tobin, Abstrackt Keal Agram + Robert Le Magnifique, TTC, Zenzile, M83, Frigo, Rootsman, The Youngsters, Crystal Distortion, Le Son du Peuple, Les Géraniums, Global Purpose), Festival Yakayalé (Stupéflip, No Place for Soul, Watcha, Lofofora et les Wampas, Patrice, Capleton, Zenzile, Kana et Massilia Sound System).
- 2004 : Arno, Calogero, Féria de Bretagne, Jamel Debbouze, Jenifer, Laurent Voulzy, Lorie, Matthieu Chedid (M), Pascal Obispo, Patricia Kaas, La Grande Sophie, Pierre Perret, Dan ar Braz, Pleymo & invités, Festival Panoramas #7 (Les Tambours du Bronx, Vitalic, X Makeena, DJ Maüs et DJ Netik), Festival Yakayalé (Babylon Circus, Tryo, Sizzla et Neg Marrons), Festival "Rasta bamboula" (Toots and the Maytals, Max Roméo, Macka B et I Jah Man Levi), Festival Polyrock (HHM, No One is Innocent, Aqme, Dolly, Enhancer, Scotchy Dub, Alpha Blondy, Buju Banton).
- 2005 : Annie Cordy, Dany Boon, Gérald de Palmas, Gad Elmaleh, Laurent Gerra, Lord of the Dance, Marc Lavoine, Muriel Robin, Star Academy 4, Véronique Sanson, Frédéric François, Maxime Le Forestier[7], Festival Panoramas #8 (Edwood, Cound to Reed, Kickback, MC Jean Gab'1, Klub des loosers, Fred Poulet, Cyann & Ben, RZA from Wu-Tang Clan, Vitalic, Girls in Hawaii, La Rumeur et The Hacker).
- 2006 : Alain Souchon, Cirque de Moscou, Elie Semoun, Hugues Aufray, Jean-Louis Aubert, Lorie, Lynda Lemay, Raphael, Festival Panoramas #9 (Thomas Fersen, Renan Luce, Birdy Nam Nam, Svinkels, K'Naan, Manu le Malin, John Lord Fonda, Gong Gong et DJ Blunt).
- 2007 : Âge tendre & Têtes de bois, Celtic Legends, Eddy Mitchell, Jean-Marie Bigard, Yannick Noah, Festival Panoramas #10 (JoeyStarr, Jacques Higelin, Jeanne Balibar, Peter von Poehl, Yelle, Public Enemy, Laurent Garnier, Asian Dub Foundation, Rubin Steiner & Robert le Magnifique en DJ Set, Modeselektor, Boys Noize, (T)ékël, Revo, Stuck in the Sound, DJ Assault, One-Two, DJ Filip Dean Jr).
- 2008 : Anne Roumanoff, BB Brunes, Bernard Lavilliers, Calogero, Cirque de Pékin, RFM Party 80, Ez3kiel, Gad Elmaleh, Salvatore Adamo, Festival Panoramas #11 (Method Man and Redman, EZ3kiel, BB Brunes, Goose, Buraka Som Sistema, Naive New Beaters, I Was There Vs Fluo Kids).
- 2009 : Bénabar, Francis Cabrel, Festival Panoramas #12 (DJ Zebra, Birdy Nam Nam, Puppetmastaz, Ebony Bones, A-Trak, Surkin, Tepr & Filip Dean, Popof, Missill, Dabaaz & DJ Gero, Switch on's, Miss Kittin & The Hacker, Guru's Jazzmatazz, Djedjotronic, Strip Steve, Klan D'est 1, Tsugi Crew, Klan d'est 1 et Mondkopf).
- 2010 : Festival Insolent (Dub Inc, Tété, Patrice, The Octopus), Franck Dubosc, Cirque Pinder, Festival Panoramas #13 (Ghinzu, Wax Tailor, Beat Torrent, 2 Many DJ's, Pony Pony Run Run, Yuksek, The Bloody Beetroots, Naive New Beaters, Don Rimini, Flairs, Julien 2000, Dirtyphonics, The Scratch Perverts, Brodinski & Noob, Swag Sonido, Fortune, Sexy Sushi, DJ Pone, MYD, Renaissance Man, Julian Jeweil).
- 2011 : Florence Foresti, Stéphane Rousseau, Festival Panoramas #14 (Philippe Katerine, Raggasonic, Raekwon, Stromae, Vitalic, Jeff Mills, Crookers, Étienne de Crécy, SebastiAn, The Japanese Popstars, Shantel, Douchka Esposito, 69, The Craftmen Club, Busy P & Dj Mehdi, Monsieur Monsieur, Congopunq, Bill & Moi, Baadman/The Supertrasher, Megazord, Mr Nô, THE Subs, Sexy Sushi, M.A.N.D.Y, Dream in Bass, Breakbot, High Tone, Nasser, Designer Drugs, Electric Rescue, Mustard Pimp, Quadricolor, Im Takt, Théo Gravil, Art Nouveau, Commuter et Rafale), Mont da Zañsal #1 (Ampouailh, Bagad Sonerien bro Montroulez, Christian et Sylvie Rivoalen, Kejaj, Le Bour-Bodros Quintet, Menneteau-Le Menn, Quéré-Le Menn, Tchikidi).
- 2012 : Nicolas Canteloup, Jamel Debbouze, Noël sur Glisse, Musique de l'Air, Festival Panoramas #15 (Chinese Man, Izia, Stuck in the Sound, The Shoes, Modestep, 1995, Paul Kalkbrenner, DJ Shadow, Digitalism, Erol Alkan, Orelsan, Popof, C2C, Gesaffelstein, Rone, Madeon, Kap Bambino, La Femme, Para One, Sound Pellegrino Thermal Team (Teki Latex & Orgasmic), Rebolledo, The Hacker, Tepr, L-VIS 1990, Arno Gonzalez, Huoratron, Modek, Jupiter, Canblaster, Glass Figure, Kogura, Cabos san Lucas, Neitee & Yeutta, Juveniles, Christine), Mont da Zañsal #2 (Aïda trio, Berthou-Perennès, Bourdonnay-Le Panse, Esquisse, Hamon-Martin Quintet, Startijenn), Journée Bretonne (Outside Duo, Bagad Sonerien bro Montroulez, Korollerien Montroulez), Salon de l'Habitat, des Vins & de la Gastronomie. La Nuit de la Bretagne 2014

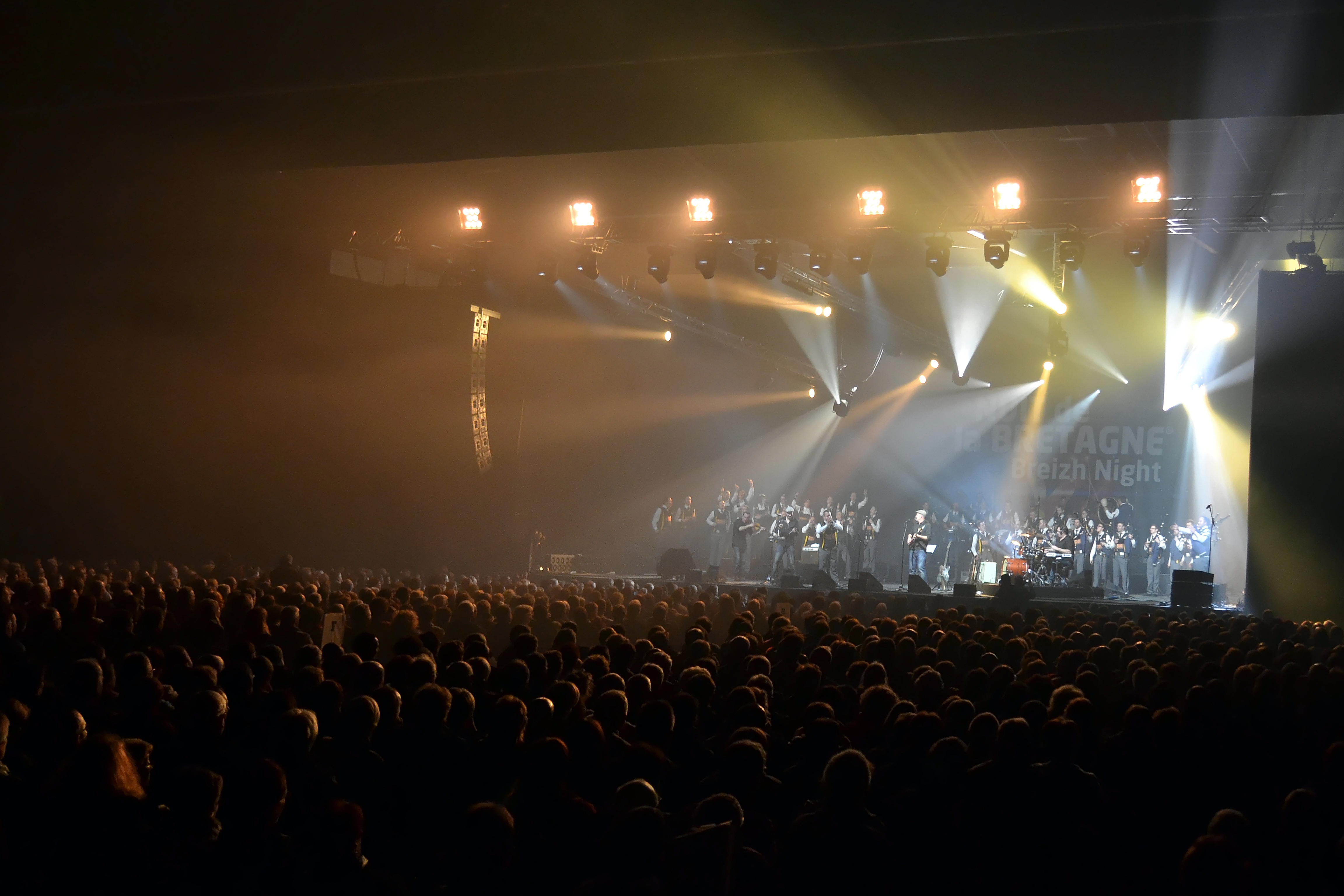
La Nuit de la Bretagne 2014

- 2013 : Anne Roumanoff, Franck Dubosc, Chevaliers du fiel, Le Lac des cygnes, Irish Celtic, 50 ans des Genêts d'Or, Salon de l'événementiel, Cirque Medrano, Cirque Franco-Italien, Festival Panoramas #16 (Vitalic vtlzr (live), The Bloody Beetroots, Pendulum Dj set & Verse, Joris Voorn, Netsky, Disiz, Dave Clarke, Don Rimini, Joris Delacroix, Black Strobe, Sexy Sushi, Naive New Beaters, Bakermat, Boris Brejcha, Pleasurekraft, Grems, Julian Jeweil, Boston Bun, Butch, Lescop, BRNS, Poni Hoax, Rocky, Madben, Concrete Knives, Phoebe Jean & The Air Force, Fill’s Monkey, Cuir ! Moustache, Son of Kick, Rich Aucoin, FAUVE, Don Rimini, Baadman, Julien De Castilho, Salut c'est cool, Mad of Gang, Quentin Schneider, Les Rincess', Guido), Salon de l'Habitat, des Vins & de la Gastronomie, Cirque Maximum, Mont da Zañsal #3 (An Habask/Chapalain, Frères Guichen, Koudask, Landat-Moisson, MoTa, Sandie et Guillaume, TiTOM).
- 2014 : Nuit de la Bretagne, Michaël Gregorio, Valses de Vienne, Agri Deiz, Festival Panoramas #17 (Boys Noize, Mr Oizo, Rone, Whomadewho, S-Crew, Marie Prieux, Klingande, Bakermat, Worakls, Goldfish, Nico Pusch, Kölsch, Cobra, Blind Digital Citizen, Menthol, Amine Edge & Dance, Vilify, Clyde P, Cleavage, Parov Stelar, Zeds Dead, Pan Pot, Daniel Avery, Fakear, Sarah W Papsun, Dombrance, The Popopopops, Claptone, Bondax, Cashmere Cat, N'To, Encore!, Doist, Zwette, Valentin Marlin, Danton Eeprom, F.E.M.), Congrès régional de la CFDT, États Généraux de Bretagne - Bonnets Rouges, Cirque Medrano, Cirque Franco-Italien, Salon de l'Habitat, des Vins & de la Gastronomie, Cirque Maximum, Exposition d'oiseaux, STERED Festival #1 (Sonerien Du, Titom, Plantec, JMK Trio, Triptyk), La Nuit du Reggae (Dub Inc, Naâman, Tiken Jah Fakoly, Patrice, Chinese Man, SOOM T), La Nuit des Jouets.
- 2015 : Salon de l'emploi indépendant, Foire à la Belle brocante, Salon Pro Distrivert, Forum de l'Orientation scolaire, La Cenerentola sur écrans, Salon de l'Habitat, des Vins & de la Gastronomie, Cirque Franco-Italien, Fête de la Saint-Patrick (bagad de Lann-Bihoué, Celtic Dances, GPS pipe-band), Festival Panoramas #18 (Kaytranada, Infected Mushroom, Noisia, Boris Brejcha, Lido, Savant, Salut c'est cool, Joke, Kink, Far too Loud, Don Rimini, SBCR - The Bloody Beetroots (DJ set), Don Rimini, B2B Surfing Leons, STWO, Louie P, MmMmM, Midside, Blutch, Laurent Garnier, Brodinski, Tale Of Us, Tchami, Super Discount 3, Mod3rn, Max Cooper, Superpoze, FKJ Live, Alesia, Point Point, Joachim Pastor, Coely, The Geek & VRV, Madben Cynetics, Cotton Claw, DBFC), Cirque Medrano, Cirque Maximum, Salon « Bien vieillir en Pays de Morlaix », Exposition d'oiseaux, ABBA Generation, Défilé de mode (SC Morlaix), Mont da Zañsal #5 (Startijenn, Loened Fall, Queré - Le Gall, War-sav, Messager - Le Gallic), STERED Festival #2 (Urban Trad, Outside Duo, Miss Blue, Hiks).
- 2016 : Nuit de la Bretagne (Denez Prigent, Bagad de Vannes, Barba Loutig, confédérations Kendalc'h et War'l Leur, Lina Bellard, Tymen / Kerveillant, Henaff / Meunier), Congrès régional de la CFDT, Foire de Morlaix (avec la présence de Stéphane Plaza et Karine Le Marchand), Agri Deiz #3, Festival Panoramas #19 (Birdy Nam Nam, Agoria B2B Louisahhh !!!, Sam Paganini, N'To live perc, Neelix, Naïve New Beaters, Sam Gellaitry, Troyboi, Vald, Vandal, Romare, Comah, Petit Biscuit, Mandragora, marlin, Oklou, Nina Kraviz, Mr Oizo, What so not, Marek Hemmann, Oliver Huntemann, Julien Jeweil, Stand High Patrol, John Talabot, Darius, Club Cheval, Georgio, Leon Vynehall, Helena Hauff, Jauz, Traumer, Madame, Ann Clue, La Menuiserie), Stered Noz (Hiks, Loened Fall, Plantec, Beat Bouet Trio, Arvest, Jean-Charles Guichen), Mont da Zañsal #6 (War-Sav, Hamon Martin Quintet, TiTom & Lorcy-Parscau, Hénaff-Meunier), Michaël Grégorio, Alain Morisod & Sweet People.
- 2017 : Salon de la Brocante, Foire de Morlaix (avec Norbert Tarayre), Qualidays', Festival Panoramas #20 (Comah Live, Naïve New Beaters & Izia & Fortune DJ Set, Charlotte De Witte, Simina Grigoriu, Bon Entendeur, Le Bask, Angerfist, Lorenzo, Popof B2B Julian Jeweil, Songe, Vitalic, Malaa, Thylacine, Cosmic Boys, Voiron, Rezz, AZF, Flexfab, Michael Mayer, Motor City Drum Ensemble, Paula Temple, Jacques, Rebeka Warrior - Sexy Sushi (DJ Set), Salut C’est Cool, Kölsch, Mind Against, Møme, Alltta (20SYL & Mr. J.Medeiros), Étienne de Crécy (DJ Set), Acid Arab Live, T.Lesco.P), cirque Medrano, Stered Festival #3 (Wig A Wag, JMK, Barba Loutig, Fleuves, David Pasquet Trio, DJ Miss Blue), Salon des loisirs créatifs, Salon de l'Habitat, des Vins & de la Gastronomie, Fête de la Science, Bourse aux Oiseaux, La Nuit du Reggae (Dub Inc, Naâman, Danakil, Raggasonic, Yaniss Odua, Taïro, Jahneration, Raggatek Live band, Flox, Vanupié).